# Мартиново (Звонська волость)
Мартиново (рос. Мартиново) — присілок в Опочецькому районі Псковської області Російської Федерації.
Населення становить 72 особи. Входить до складу муніципального утворення Глубоковська волость.

## Історія
Від 2015 року входить до складу муніципального утворення Глубоковська волость.

## Населення
| 2001 | 2002 | 2010 | 2013 | 2014 | 2015 | 2016 |
| ---- | ---- | ---- | ---- | ---- | ---- | ---- |
| 124  | ↘79  | ↘68  | ↗76  | ↗78  | ↘74  | ↘72  |